# 小行星16130
小行星16130（16130 Giovine）是一颗绕太阳运转的小行星，为主小行星带小行星。该小行星于1999年12月7日发现。

## 轨道参数
小行星16130的轨道半长轴为2.3583711 UA，离心率为0.08。